# Roger Teilmann
Per Roger Rodney Teilmann, född 9 september 1970 i Göteborg, är en svensk artist. Han är basist i rockgruppen Gemini Five och var tidigare medlem i det amerikanska rockbandet Beautiful Creatures tillsammans med Guns n Roses/Sixx: A.M.-gitarristen DJ Ashba.

## Diskografi
Beautiful Creatures
Gemini Five
- You Spin Me Round (Like A Record) (CD-Singel, 2003)
- Babylon Rockets (CD-Album, 2003)
- Babylon Rockets (CD-Singel, 2004)
- Black:Anthem (CD-Album, 2005)
- Black:Anthem (CD-Singel, 2006)
- Sex Drugs Anarchy (CD-Album, 2008)
- Stay With Me (CD-Singel, 2009)